# Retroiluminación led

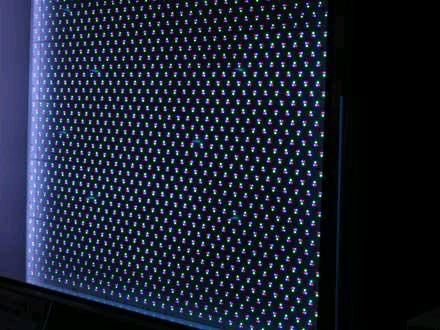
Unidad de retroiluminación led.

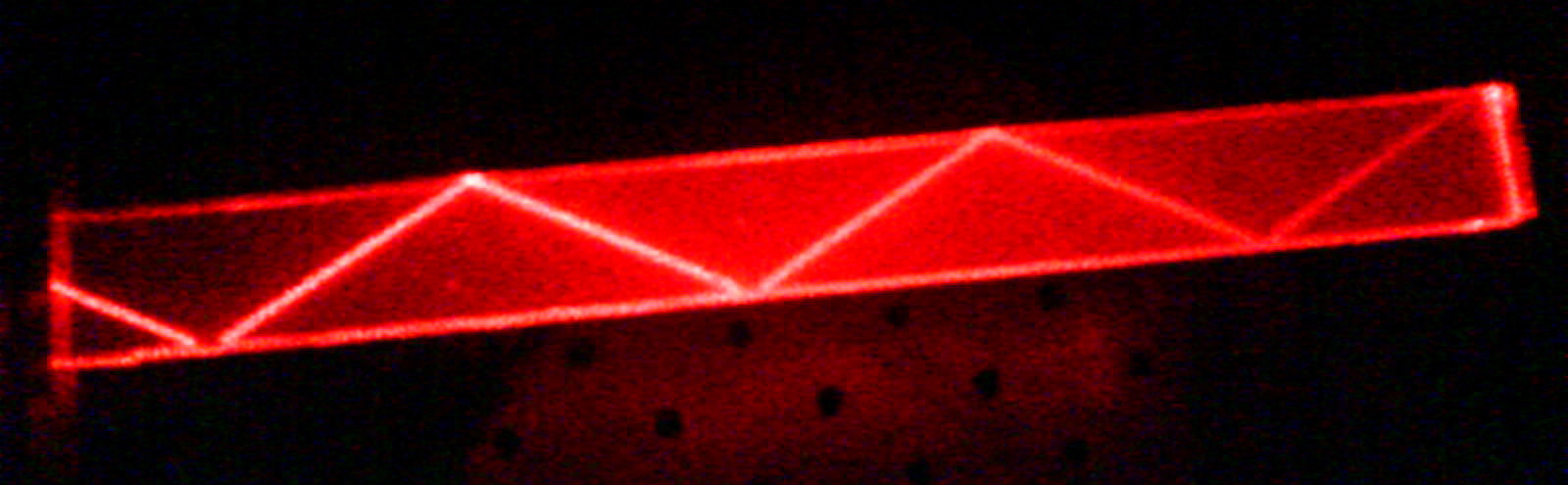
Reflexión interna total en un bloque de metacrilato

La LCD con retroiluminación led o pantalla led es una pantalla LCD que utiliza un tipo de iluminación a base de diodos emisores de luz (led, acrónimo inglés de  light -emitting diode )  en lugar de las lámparas fluorescentes utilizadas en las pantallas LCD tradicionales.
Las unidades de retroiluminación son necesarias para las pantallas LCD, ya que estas no disponen de luminancia propia. 
Hasta ahora, la unidad de retroiluminación más utilizada había sido la CCFL (en inglés, cold cathode fluorescent light ), pero las cualidades de la tecnología led como: una larga esperanza de vida, una respuesta rápida, una amplia gama de colores y el respeto con el medio ambiente, han convertido retroiluminación LED en la mejor candidata a sustituirla.
Dado que el único cambio en el monitor es solamente de lámparas posteriores, el monitor heredará exactamente las mismas características que el panel con el que está fabricado, solo mejorando los elementos relacionados con la iluminación, pero jamás con la calidad de visión del panel.
Este tipo de retroiluminación no modifica la calidad en cuanto a la imagen de los monitores o televisiones, ya que la tecnología del panel es la misma, pero sí la visión. La diferencia está en el tipo de iluminación, logrando más eficacia energética y una iluminación más efectiva. Son baratos de fabricar, pero no como los de tubos fluorescentes.

## Técnicas de retroiluminación led
Existen dos tipos de unidades o técnicas de retroiluminación led: LEDs blancos o LEDs RGB.

### LEDs blancos
Los LEDs blancos son capaces de emitir luz blanca directamente. Un led blanco está formado normalmente por un led azul con fósforo amarillo para dar la impresión de luz blanca. En consecuencia, la densidad espectral es más fuerte en la parte verde, pero tiene ciertas carencias en zonas del azul el rojo. Tienen poca eficiencia y requieren alta potencia pero obtienen valores más altos de luminancia y son más sencillos y económicos que los LEDs basados en RGB. Se utilizan principalmente en ordenadores portátiles y prácticamente en todas las pantallas LCD de móviles.

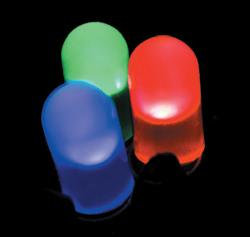
Ejemplo de LEDs RGB.

### LEDs RGB
Los LEDs RGB consisten, como se puede ver en la fotografía de la derecha, en tres leds (un rojo, un azul y un verde) que se combinan para emitir luz blanca a diferentes temperaturas. Son de baja potencia y se pueden utilizar cientos o incluso miles. El punto fuerte de los LEDs RGB es su capacidad de ofrecer una amplia gama de colores. Esto es posible, ya que al utilizar tres LEDs de diferentes colores, el color verde no tiene tanta intensidad como la de los LEDs blancos y se obtiene una densidad espectral de los colores más pura. De este modo es posible reproducir algunos colores que en pantallas LCD CCFL no sería posible.

## Características de las pantallas led

### Gama de colores
Es un hecho deseable poder ver una imagen en una pantalla LCD tal como sería en la naturaleza. Una gama de colores aceptable está definida por el triángulo de colores NTSC. Como ya se ha comentado, gracias al espectro más estrecho emitido por un led rojo, verde y azul, y las características de los filtros de color de las pantallas LCD, la gama de colores de las pantallas led supera el triángulo de colores NTSC . Existen diferentes formas de superarlo según la configuración de los LEDs.

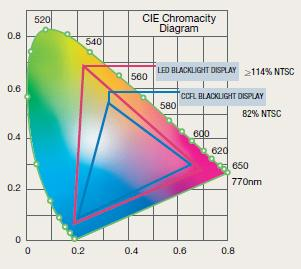
Diagrama cromático CIE donde se compara la retroiluminación led con la CCFL.

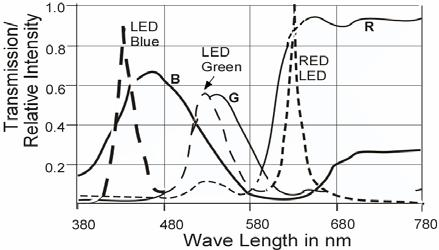
Espectro de tres primarios RGB led.

En el caso de utilizar los tres colores primarios (RGB), con una proporción de un 64% de verde, el 28% de rojo y 8% de azul, se puede conseguir un 110% de la gama de colores NTSC. En la figura de la derecha se muestra el espectro de colores led y las características de los filtros. Se puede observar que los filtros tienen una banda de paso ancho, y por tanto cada filtro de color permite pasar colores dentro de una gran variedad de longitudes de onda. Por ejemplo, el filtro de color rojo deja pasar el naranja y tanto el filtro del verde como el del azul dejan pasar el turquesa. También se puede apreciar el espectro estrecho de los LEDs en comparación con estos filtros. En cambio, las unidades de retroiluminación CCFL presentan generalmente bandas de paso más anchas y picos secundarios (especialmente en los colores rojo y azul) y en consecuencia no se puede conseguir la misma pureza de colores con CCFL que con led. Un televisor LCD CCFL puede cubrir solo un 82% de la gama de colores RGB de NTSC, esto significa que un 18% de los posibles no son representables, lo que limita la profundidad y diversidad de los colores.
También es posible utilizar cuatro colores primarios, dos verdes, un azul y un rojo, en modo de transmisión de campo secuencial, posible gracias a la rápida respuesta de los LEDs (del orden de 100N). Así, se puede obtener un 122% del triángulo NTSC.
Otra configuración consiste en aplicar seis colores primarios, dos verdes, dos azules y dos rojos. De esta manera se consigue un 145% NTSC.

### Eficiencia
Una de las razones a favor de la utilización de LEDs en la retroiluminación de pantallas LCD es su eficiencia. Aunque las luces fluorescentes de las unidades CCFL hacen un buen trabajo en la conversión de electricidad en luz, los LEDs lo hacen aún mejor. Los fabricantes indican que se obtiene una mejora de hasta un 30% de eficiencia, que puede ser aún superior durante los años de uso de la pantalla, especialmente en pantallas grandes.

### Espesor y contraste
En cuanto al grosor de las pantallas, hay que tener en cuenta que los LEDs son mucho más pequeños que las lámparas fluorescentes, y aunque contando el gran número que se necesita para iluminar una pantalla, el conjunto de ellos sigue necesitando menos espacio que los tubos. Esto hace que se puedan crear pantallas más delgadas y por tanto, que ocupen menos espacio.
Además, las pantallas led pueden ser aún más delgadas pero implica una repercusión en el contraste. Esto depende de cómo se instala la unidad de retroiluminación. Existen dos métodos: directo y edge.

#### Retroiluminación directa
El método directo se basa en una técnica llamada atenuación local (local dimming) con el objetivo de aplicar una retroiluminación completa. Estas pantallas organizan cada uno de los LEDs (puede haber unos 1.500) en una cuadrícula detrás de la pantalla LCD. El hecho de que cada led ilumine una parte específica de la pantalla hace que, en conjunto, puedan iluminar u oscurecer diferentes zonas de la pantalla de manera independiente, a fin de coincidir con el contenido mostrado en esta, mejorando el contraste y la calidad de la imagen en general.
Por ejemplo, en una escena donde se mostrara la Tierra vista desde el espacio, se podría maximizar el brillo de las luces del planeta, mientras que las del espacio, negro, se podrían apagar para ayudar a oscurecer la pantalla en estas zonas. De esta manera no solo se mejora la eficiencia, ya que no están encendidas todas las luces al mismo tiempo, sino que además mejora el contraste, produciendo negros más negros y blancos más blancos en la misma pantalla.

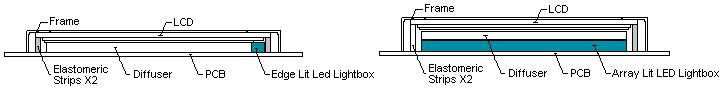
retro iluminación edge, a la izquierda y directa, a la derecha.

#### Retroiluminaciónedge
Por otra parte, el método edge (umbral) consiste en agrupar los LEDs únicamente en los bordes de la pantalla. La ventaja es que se pueden hacer pantallas extremadamente delgadas, pero al perder la habilidad de encender o apagar zonas de la retroiluminación el contraste y la calidad de la imagen pueden empeorar si la luz no está suficientemente dispersada.

## Parpadeo debido al muestreo PWM

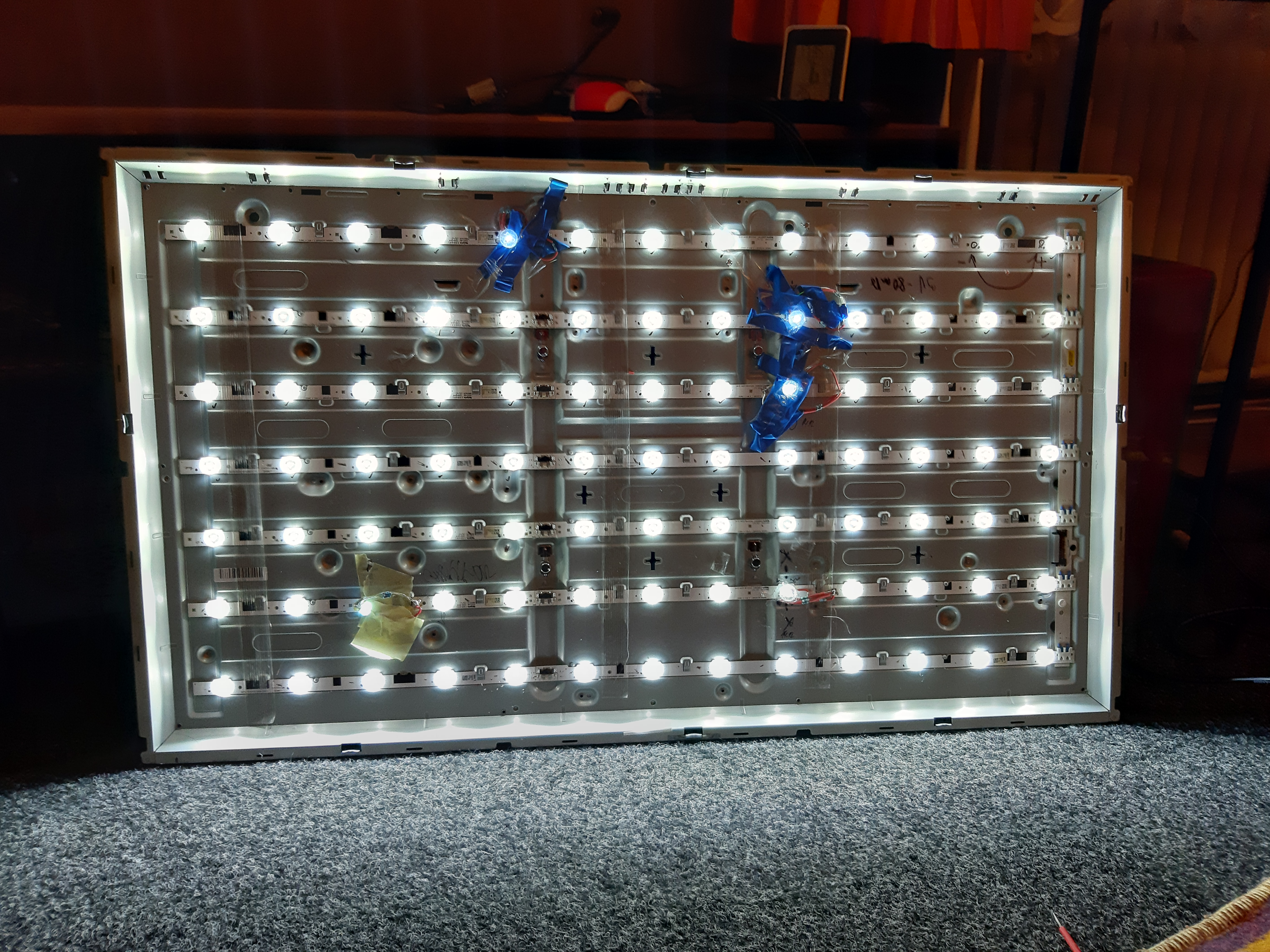
Reparación de diodos utilizados para iluminar la pantalla del televisor. Puede parecer bárbaro, pero el televisor fue reparado 4 veces hasta el punto de que la luz de fondo quedó casi como nueva.

La luminosidad de las pantallas led es a menudo atenuada mediante la aplicación de PWM a la corriente de alimentación, con un cambio de la luz de fondo más rápido de lo que el ojo puede percibir. Si la frecuencia de atenuación del impulso es demasiado baja, el usuario puede detectar el parpadeo, pudiendo causar malestar y fatiga visual (similar a la causada por un tubo de rayos catódicos con baja frecuencia de muestreo)  Esto puede ser comprobado por el usuario simplemente agitando la mano delante de la pantalla.; si parece que tiene bordes muy definidos a medida que se mueve, quiere decir que la luz de fondo se está pulsando a una frecuencia bastante baja. Si la mano aparece borrosa, la pantalla o bien tiene una luz de fondo continuamente iluminada o está funcionando a una frecuencia demasiado alta para percibir el efecto. El parpadeo se puede reducir (o eliminar) dándole a la pantalla un brillo intenso, aunque esto degrada la calidad de imagen y aumenta el consumo de energía.

## Ventajas frente a los tubos CCFL
- Mayor brillo máximo de pantalla
- Menor consumo eléctrico, ya que los led no necesitan un cebador para calentar el tubo
- Mayor vida útil que las lámparas fluorescentes
- Minimizado el efecto backlight bleeding como lo conocen los angloparlantes, consistente en una retroiluminación no uniforme a lo largo de la pantalla. La reducción de este efecto se debe a que en los monitores LCD fluorescentes los tubos están dispuestos en los laterales, mientras que los led están dispuestos a lo largo del monitor.
- Mayor placer sensorial y físico
- Son más visibles frente a fuentes de luz directas